# Río Porusia

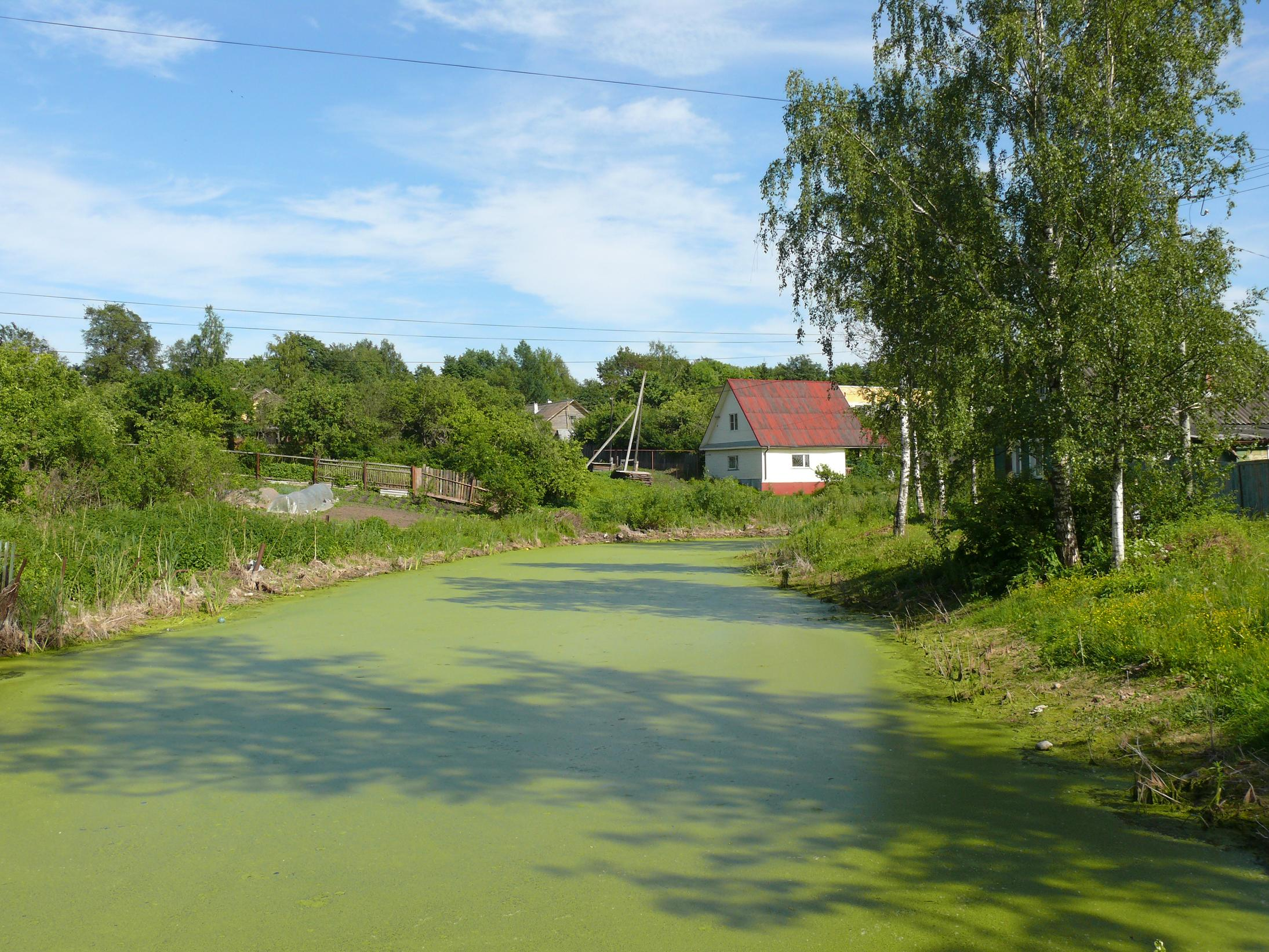
Malashka.

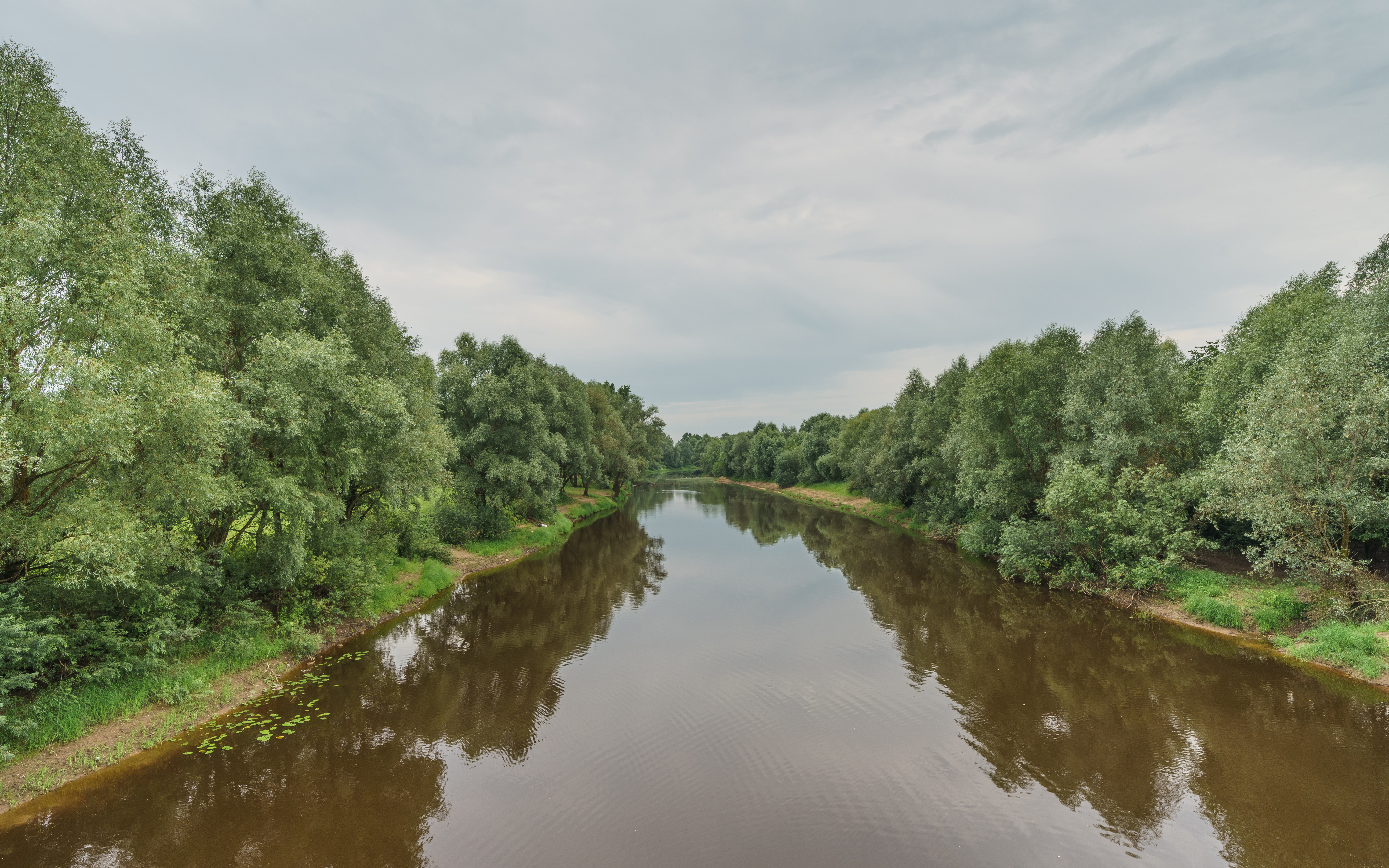
Pererytitsa.

El río Porusia (del ruso: Пору́сья) es un río del noroeste de la Rusia europea, afluente por la derecha del río Polist. Tiene una longitud de 110 km. Su principal afluente es el río Liútaya, por la izquierda.
A orillas del Porusia están situadas más de cuarenta localidades, la mayor de las cuales es Stáraya Rusa. El río nace a 3 km de Podorie, al suroeste del óblast, en los pantanos Rdeiski declarados zapovédnik.
El curso suoerior de Porusia es el de un arroyo pequeño y sinuoso que discurre por entre los pantanos del zapovédnik. Al salir de los mismos, el río aumenta la velocidad de su corriente y su anchura que llega hasta los 10-15 m entre las orillas boscosas. El lecho es pedregoso y se forman rápidos, menores que los que se forman en los cursos paralelos del Polist, al oeste, o del Lovat, al este.
El curso inferior del río es más tranquilo, alcanzando una anchura de 20 m. Dentro de la ciudad de Stáraya Rusa, la última parte del Porusia es conocida como Pererytitsa. Se divide hacia la derecha creando un río denominado Malashka. Investigaciones hechas en el ramal Pererytitsa han descubierto que este ramal es de origen artificial aunque se desconoce cuándo fue construido. A orillas de este ramal se encuentra la antigua casa de Fiódor Dostoyevski en Stáraya Rusa.